# Горбенко, Евгения Всеволодовна
Евге́ния Все́володовна Горбенко — советский и российский концертмейстер, профессор Ростовской консерватории им. С. В. Рахманинова.

## Биография
Евгения Горбенко родилась в Ростове-на-Дону. Начала заниматься музыкой в школе им. М. М. Ипполитова-Иванова, её педагогом была Е. А. Давыдова.
Стала студенткой РГМПИ в 1969 году. Во время обучения в институте сложился дуэт с Александром Вольповым. В этот период виолончелист Я. П. Слободкин, солист Госконцерта, лауреат международных конкурсов, пригласил Евгению Горбенко концертмейстером в свой класс. Со второго курса института она стала работать концертмейстером в классе доцента Н. Г. Чередниковой по вокалу, затем в классе А. С. Милейковского (скрипка) и Н. С. Добрецовой (арфа). В институте по камерному ансамблю обучалась у В. А. Денежкина.
Окончила Ростовский государственный музыкально-педагогический институт в 1974 году. Занималась в классе Валерии Варшавской, С. П. Сахаровой.
Затем окончила аспирантуру при музыкально-педагогическом институте им. Гнесиных. Училась в классе профессора И. И. Михновского. Для обучения в аспирантуре выбрала камерно-ансамблевую специальность.
После окончания вуза начала преподавать на кафедре камерного ансамбля и концертмейстерской подготовки в Ростовской консерватории. Совмещала эту работу с занятиями в классе доцента Л. И. Гуревича (скрипка), Н. С. Добрецовой (арфа). Позже работала в классе профессоров С. Б. Куцовского (скрипка) и А. С. Даниловой (балалайка).
Сделала запись Трио Анатолия Кусякова в Шотландской Королевской академии музыки и драмы, по приглашению первого мужа — Александра Львовича Вольпова.
Среди её учеников — Елена Мальцева, Елена Файнберг, Галина Рыбинцева, Диана Багдасарян, Тамара Майданевич, Евгения Черникова, Ольга Белодед, Кристина Голосий.
Евгения Горбенко участвовала в конкурсе им. Шпора во Фрайберге, во всероссийском конкурсе скрипачей в Саратове, принимала участие в международном конкурсе исполнителей на народных инструментах «Кубок Севера» в Череповце, в конкурсе исполнителей на народных инструментах в Твери, международном конкурсе скрипачей в Тольятти, в XI международном конкурсе им. П. И. Чайковского.
Была участницей концертов скрипичной музыки, совместно с А. Чеботаревой, лауреатом конкурса им. П. И. Чайковского, с Н. Морозовой — профессором Голландской академии музыки, лауреатом международных конкурсов. На конкурс в Италию ездила вместе с Н. С. Морозовой, по итогам которого стала лауреатом и получила диплом лучшего концертмейстера. Она была концертмейстером, когда Анар Юсифов стал дипломантом на Всероссийском конкурсе скрипачей в Саратове, а А. Буряков получил вторую премию в Череповце. А. Буряков и О. Каморник также завоевывали первые премии на Всероссийском конкурсе в Твери. Завоевала награды, участвуя в международных конкурсах с С. Поспеловым — первая премия на Первом международном конкурсе им. Д. Ойстраха в Москве и В. Филатовым — вторая премия на конкурсе в Запорожье.
Профессор по кафедре камерного ансамбля и концертмейстерской подготовки в Ростовской консерватории.